# Herman Peńkow
Herman Jurijowycz Peńkow, ukr. Герман Юрійович Пеньков (ur. 26 maja 1994 w Makiejewce) – ukraiński piłkarz, grający na pozycji bramkarza.

## Kariera piłkarska

### Kariera klubowa
Wychowanek klubów Kniaża Szczasływe i Metałurh Donieck, barwy których bronił w juniorskich mistrzostwach Ukrainy (DJuFL). 7 marca 2011 rozpoczął karierę piłkarską w drużynie juniorskiej Metałurha Donieck. Po rozformowaniu Metałurha latem 2015 przeniósł się do Stali Kamieńskie, a 16 lipca 2017 debiutował w podstawowym składzie klubu. 6 lipca 2018 przeszedł do Karpat Lwów. 26 lipca 2019 zasilił skład Olimpiku Donieck. 24 stycznia 2020 został piłkarzem FK Lwów.

### Kariera reprezentacyjna
W 2015 występował w młodzieżowej reprezentacji Ukrainy.